# Christian Bourguet
Pour les articles homonymes, voir Bourguet.
 (décembre 2018).
Si vous disposez d'ouvrages ou d'articles de référence ou si vous connaissez des sites web de qualité traitant du thème abordé ici, merci de compléter l'article en donnant les références utiles à sa vérifiabilité et en les liant à la section « Notes et références ».
Christian Bourguet, né à Nîmes le 10 octobre 1934 et mort à Paris 14e le 6 septembre 2021, est un avocat français, ancien élève de l'IEP de Grenoble, militant associatif, un des premiers avocats du Gisti avec Jean-Jacques de Felice.

## Biographie
Fils d'un pasteur, il a vécu son enfance en Algérie et au Maroc.
Avocat en France des opposants au Chah d'Iran, Mohammad Reza Pahlavi, il entretient des relations avec le régime de l'ayatollah Khomeini, après la révolution iranienne. Il est notamment l'un des avocat des autorités bancaires iraniennes, suite au gel des avoirs iraniens en 1979.
Il a joué un rôle de négociateur dans la crise des otages américains en Iran, entre 1979 et 1981, en permettant à Hamilton Jordan, chef du cabinet de Jimmy Carter et Sadegh Ghotbzadeh, ministre des affaires étrangères d'Iran de se rencontrer secrètement à plusieurs reprises, notamment à Paris. Le 25 mars 1980, il s'entretient avec le président des États-Unis, Jimmy Carter, lors d'une rencontre organisée par Hamilton Jordan à la Maison-Blanche.

## Activité militante
Il était membre de la Ligue des droits de l'homme